# Kaloula borealis
Kaloula borealis és una espècie de granota que viu al nord-est d'Àsia (Xina i Corea principalment).